# Dirck de Vlaming van Oudshoorn

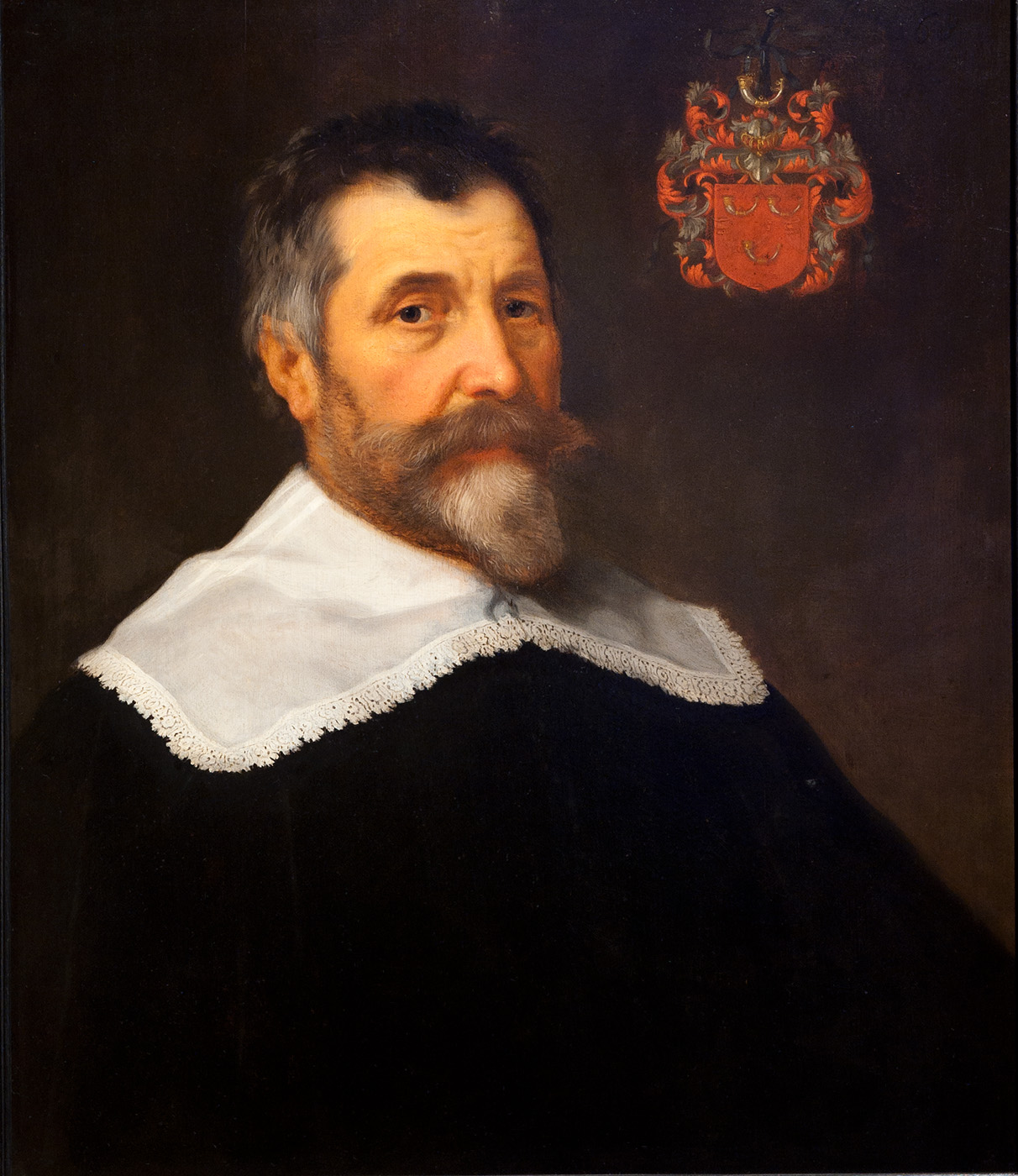
Dirck de Vlaming van Oudshoorn, gemalt von Bartholomeus van der Helst (1642)

Dirck de Vlaming van Outshoorn (*  1574 in Amsterdam; † 8. August 1643 ebenda) war ein holländischer Aristokrat und Amsterdamer Regent des Goldenen Zeitalters.

## Biografie
Cornelis entstammte der Familie der De Vlaming van Oudshoorn. Seine Eltern waren Cornelis de Vlaming und Margaretha Wuytiers. De Vlaming van Oudshoorn war gemeinsam mit seinen beiden Schwagern Jan Cornelisz Geelvinck und Willem Nooms van Aarlanderveen als Händler tätig. Als Herr von Heemstede wurde er neben Pieter van Ruytenburgh, Adriaan Pauw und Jacob Bicker genannt. Im Jahre 1621 verkauften die drei Herren ihren Anteil an der Herlichkeit an Adriaan Pauw. Im Jahre 1627 kaufte er von Margaretha van Mechelen (die Mätresse von Moritz von Oranien) die Herrlichkeiten Oudshoorn und Gnephoek.
Als Stadtregent trat De Vlaming van Oudshoorn ab dem Jahr 1606 in Erscheinung, als er Ratsherr war. Im Jahre 1608 wurde er Schepen. Im Jahre 1618, im Gefolge des Prozesses gegen Johan van Oldenbarnevelt, wurde er durch Statthalter Moritz von Oranien wegen seiner remonstrantischen Gesinnung aus der Regierung entfernt. De Vlaming van Oudshoorn wurde zwischen den Jahren 1630 und 1642 sechsmal zum Bürgermeister ernannt. Zwischen den Jahren 1637 und 1639 war er Ratsherr der Staaten in Den Haag. Im Jahre 1643 war er einer der holländischen Gesandten bei Friedensunterhandlungen in Münster.
Aus seiner Ehe mit Wendela van Bronckhorst stammten einige Kinder ab; so die Söhne Cornelis de Vlaming van Oudshoorn und Dirk de Vlaming van Oudshoorn, der Vogt und Deichgraf des Amstellandes war, sowie die Töchter Maria de Vlaming van Oudshoorn, verehelicht mit Johan Cuyck van Mierop und mit Mr. Johan van Someren und Agatha de Vlaming van Oudshoorn, welche mit dem Amsterdamer Ratsherren Roelof Bicker und in zweiter Ehe mit Jacob Schimmelpenninck van der Oye verheiratet war.